# Shingosen Wakashū
Shingosen Wakashū (新後撰和歌集?, Nuova raccolta successiva di waka), spesso abbreviato in Shingosenshū (新後撰集?), è la tredicesima Chokusen wakashū (勅撰和歌集?, Antologia imperiale) giapponese di waka e la quinta delle Jūsandaishū. Commissionata dal daijō Tennō Go-Uda nel 1301 (Shōan 3), il compilatore dell'antologia fu Nijō Tameyo. Fu pubblicata il 29 dicembre 1303 (Kagen 1). Si compone di venti volumi contenenti 1.612 poesie.

## Struttura
Il numero di poesie è di 1612 (varia a seconda dei manoscritti). Le sezioni sono: Primavera (superiore e inferiore), Estate, Autunno (superiore e inferiore), Inverno, Separazione, Viaggi, Shakkyō, Jingi, Amore (1-6), Varie (superiore, media e inferiore) e Congratulazioni).
Tra i poeti principali figurano Fujiwara no Teika (32 poesie), Fujiwara no Tameie (28 poesie), Nijō Tameuji (28 poesie), Saionji Sanekane (27 poesie), Go-Saga-in (25 poesie) e Kameyama-in (25 poesie).
Poiché ci sono molte poesie scritte dal clan Tsumori , i sacerdoti shintoisti di Sumiyoshi, è anche conosciuta anche come Tsumori-shū (津守集?, Collezione Tsumori).